# 農林漁業団体職員共済組合法
農林漁業団体職員共済組合法（のうりんぎょぎょうだんたいしょくいんきょうさいくみあいほう、昭和33年4月28日法律第99号）は、農林漁業団体職員の相互扶助事業に関する法律である。
2001年（平成13年）7月4日をもって廃止。

## 構成
- 第一章 総則（第1条 - 第13条）
- 第二章 組合員（第14条 - 第18条）
- 第三章 給付
  - 第一節 通則（第19条-第33条）
  - 第二節 退職共済年金（第36条 - 第38条の4）
  - 第三節 障害共済年金及び障害一時金（第39条 - 第45条の9）
  - 第四節 遺族共済年金（第46条 - 第52条の2）
- 第四章 福祉事業（第53条・第53条の2）
- 第五章 掛金及び国の補助（第54条 - 第62条）
- 第六章 審査会（第63条 - 第67条）
- 第七章 会計（第68条 - 第71条）
- 第八章 監督（第72条 - 第75条）
- 第九章 雑則（第76条 - 第79条）
- 第十章 罰則（第80条 - 第83条）
- 附則